# 波多江站

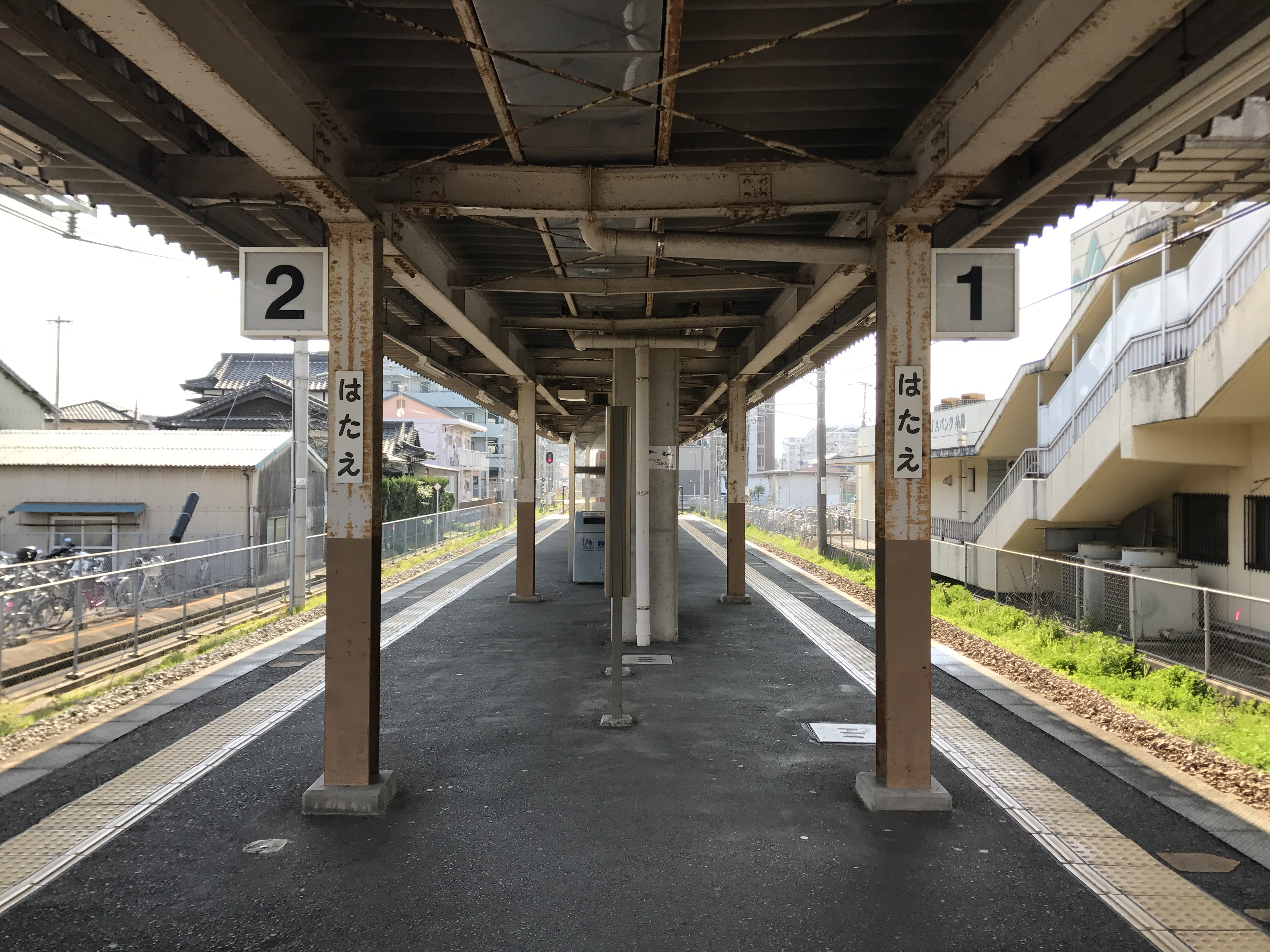
1號與2號月台(2017年4月)

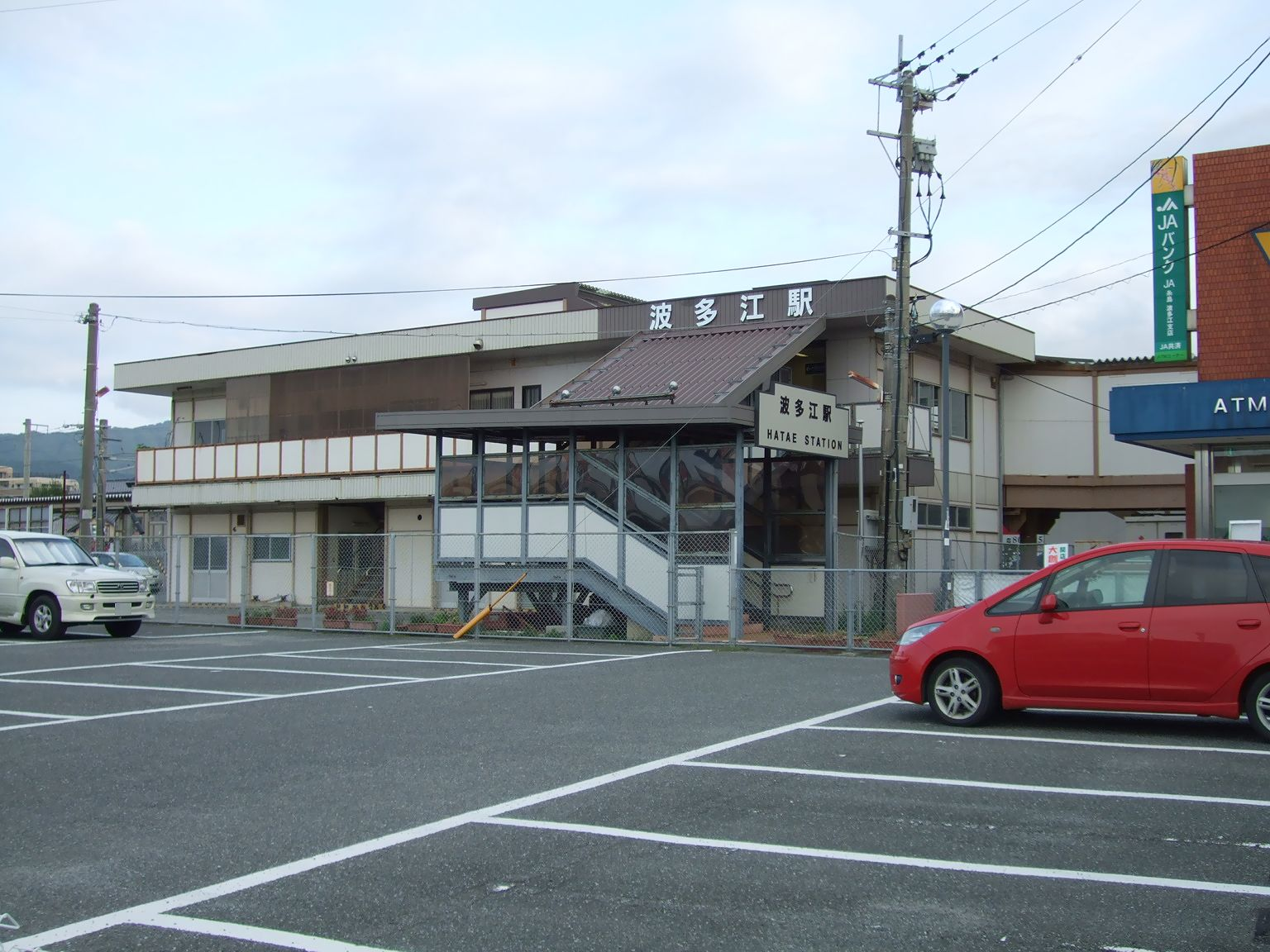
第三代舊車站大樓，右邊設有第二代車站大樓，該處現時為JA糸島波多江分店

波多江站（日语：／ Hatae eki */?）是位於福岡縣糸島市波多江站北四丁目3番13號，九州旅客鐵道（JR九州）的筑肥線車站。車站編號為JK06。

## 歷史
- 1928年（昭和3年）7月1日：北九州鐵道（日语：北九州鉄道）車站啟用。
- 1937年（昭和12年）10月1日：北九州鐵道被國有化，成為鐵道省筑肥線。
- 1983年（昭和58年）3月22日：筑肥線姪濱至唐津之間電氣化。筑肥線與福岡市交通局機場線開始相互直通運輸。新車站大樓開始使用，大樓內同時設有農協。
- 1987年（昭和62年）4月1日：伴隨國鐵分割民營化，車站由九州旅客鐵道（JR九州）營運[1]。
- 1989年（平成元年）6月1日：跨線橋上增建車站事務室，重開檢票業務。
- 2010年（平成22年）
  - 2月28日：第四代車站大樓開始使用。
  - 3月13日：此站可以使用IC卡「SUGOCA」[2]。

## 車站構造
車站是一座地面車站，設有1面2線的島式月台。現時的車站大樓是第四代，於2010年2月28日開始使用。新大樓設有升降機、多功能廁所等無障礙設施。總工程費約2億日圓，工程費用由糸島市、JR九州和國土交通省負擔。
第一代車站大樓是位於現時JA糸島波多江分店建築物位置。該大樓後來在1983年重建為第二代車站大樓。該大樓是九州首個與農協合建的車站大樓，當時委托了農協負責車站事務（只售票車票，不負責檢票，為簡易委託車站）。現時JA建築物為第二代車站大樓。車站入口旁設有該棟建築物，當時車站大樓新設跨線橋連接月台與南出口之間，由於當時沒有檢票閘口，因此所有人士可自由地來往南北兩方。後來隨著路線電氣化和與地下鐵直通運行，使利用人次有所增加。在1989年中止了簡易委託，改為一座業務委託車站，當中增設了檢票業務。在跨線橋上增建了小規模事務室，並於同年6月1日開始使用。而原來的委託者農協中止了業務委託，取而代之為九鐵開發（現時：JR九州鐵道営業）負責車站業務。
隨後，由於使用人次繼續增加，使車站大樓內變得狹窄。因此，此站活用了保線事務所，開設第三代車站大樓。新設了連接閘口與月台之間的跨線橋，與閘外行人通道分離。現時的車站大樓是第四代。
此站是業務委託車站，委托JR九州服務支援負責車站業務。車站內設有綠色窗口（MARS系統）和自動閘機。此站可以使用SUGOCA等IC卡。

### 月台
| 月台 | 路線   | 上下行 | 方向                     |
| ---- | ------ | ------ | ------------------------ |
| 1    | 筑肥線 | 上行   | 天神、博多、福岡機場方向 |
| 2    | 筑肥線 | 下行   | 筑前前原、唐津方向       |

## 使用狀況
在2019年（令和元年）度，1日平均乘車人次為2,522人
| 乘車人次變化 | 乘車人次變化 |
| 年度         | 1日平均人次  |
| ------------ | ------------ |
| 2005年       | 2,606        |
| 2006年       | 2,654        |
| 2007年       | 2,665        |
| 2008年       | 2,585        |
| 2009年       | 2,610        |
| 2010年       | 2,650        |
| 2011年       | 2,662        |
| 2012年       | 2,664        |
| 2013年       | 2,758        |
| 2014年       | 2,764        |
| 2015年       | 2,855        |
| 2016年       | 2,927        |
| 2017年       | 3,005        |
| 2018年       | 3,087        |
| 2019年       | 2,522        |

## 車站周邊
- 糸島農業協同組合（日语：糸島農業協同組合）（JA糸島）波多江分店（笫二代車站大樓，鄰接車站）
- 波多江郵局
- 產宮神社（日语：産宮神社）

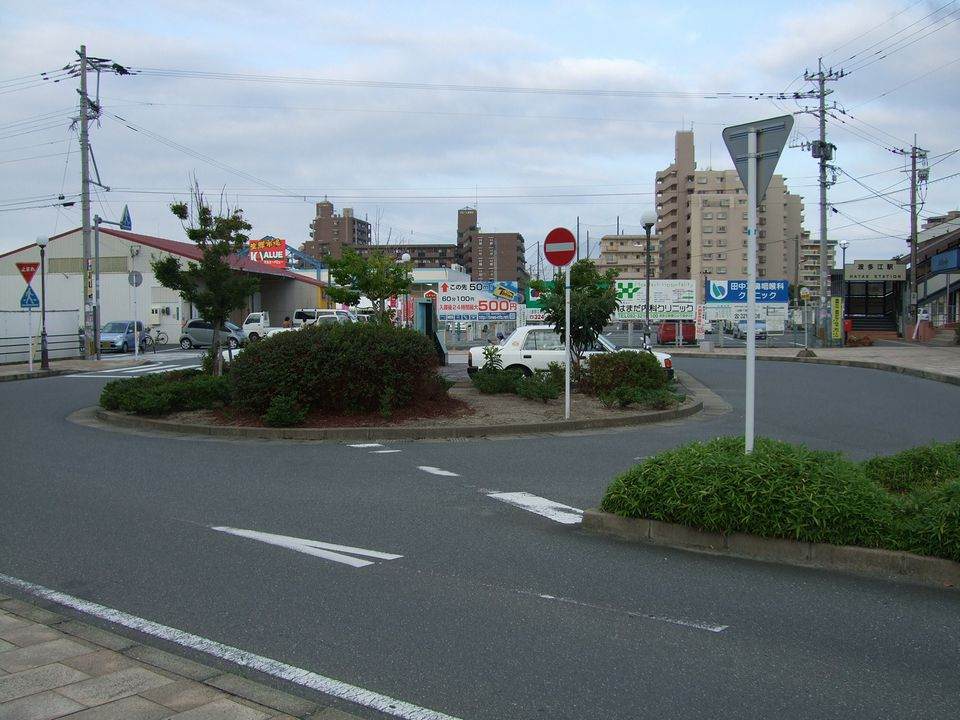
站前廣場（北出口）。在右邊為車站大樓出入口
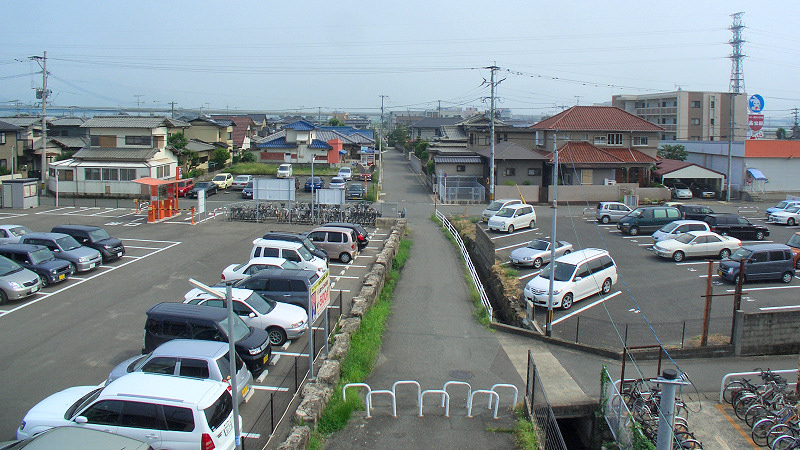
南出口

## 巴士路線
- 糸島市社區巴士「濱博號」
  - 「波多江站」巴士站 - 在站前迴旋路上。
  - 「波多江站西」巴士站 - 在車站西邊的縣道563號上。

## 相鄰車站
九州旅客鐵道（JR九州）
筑肥線
■快速（星期六、日及假日會通過此站）、■普通
周船寺（JK05）－波多江（JK06）－糸島高校前（JK07）

## 注腳
1. ↑  九州鉄道百年祭実行委員会・百年史編纂部会 (编).  初版. 九州旅客鉄道. 1988: 181 （日语）.
2. ↑  . 交通新聞 (交通新聞社). 2010-03-16: 3 （日语）.
3. ↑  . 鐵道畫刊 (電氣車研究會). 2010年6月, 834: p.87.
4. ↑  弓削信夫 『福岡県JR全駅』 葦書房、1993年、122-123頁。
5. ↑  . JR九州サービスサポート株式会社.   [2019-07-13]. （原始内容存档于2020-08-03） （日语）.
6. 1 2   (PDF). 九州旅客鉄道.   [2020-08-24]. （原始内容 (PDF)存档于2020-08-24） （日语）.
7. 1 2 3 4 5 6 7 8 9 10 11  糸島市統計白書（運輸、交通） 九州旅客鐵道不同站的上下車人次（JR筑肥線）
8. ↑   (PDF). 九州旅客鉄道.   [2020-08-31]. （原始内容 (PDF)存档于2017-08-01） （日语）.
9. ↑   (PDF). 九州旅客鉄道.   [2020-08-24]. （原始内容 (PDF)存档于2019-07-06） （日语）.
10. ↑   (PDF). 九州旅客鉄道.   [2020-03-27]. （原始内容 (PDF)存档于2020-03-15） （日语）.

## 外部連結
- 波多江（車站資訊） - 九州旅客鐵道（日語）